# Dicypellium
Dicypellium es un género botánico con dos especies de plantas con flores perteneciente a la familia Lauraceae. Es originario de las regiones tropicales de América del Sur, en la cuenca Amazónica. El género fue descrito por Nees & Mart. y publicado en Hufelandiae Illustratio  14. en el año 1833. La especie tipo es Dicypellium caryophyllaceum (Mart.) Nees.

## Especies
- Dicypellium caryophyllaceum (Mart.) Nees - clavo de Marañón, canela cubana, casia aclavillada del Marañón, palo de rosa de la Guayana.[2]
- Dicypellium manausense W.A.Rodrigues